# 建設機械操縦士免許
建設機械操縦士免許（けんせつきかいそうじゅうしめんきょ）とは韓国で建設機械を操縦する際に必要な免許である。（建設機械管理法第26条）ただし、一部の機械は第一種大型免許が必要である。作業をするための資格はこれとは別に取得しなければならない（同法26条3項）1994年11月5日に重機操縦士免許から現在の名称に変更された。

## 建設機械操縦士免許の区分
（2009年6月27日改正）（建設機械管理法施行規則による）
| 種類                      | 操縦できる建設機械                                                                 | 取得可能年齢、取得方法、条件                                                 |
| ------------------------- | ---------------------------------------------------------------------------------- | ---------------------------------------------------------------------------- |
| ブルドーザー              | ブルドーザー                                                                       | 満18歳以上                                                                   |
| 掘削機                    | 掘削機                                                                             | 満18歳以上                                                                   |
| ローダー                  | ローダー                                                                           | 満18歳以上                                                                   |
| クレーン                  | クレーン、杭打ち機、杭抜き機                                                       | 満18歳以上                                                                   |
| モーターグレーダー        | モーターグレーダー、スクレイパー                                                   | 満18歳以上                                                                   |
| ローラー                  | ローラー                                                                           | 満18歳以上                                                                   |
| フォークリフト            | フォークリフト                                                                     | 満18歳以上                                                                   |
| アスファルトフィニッシャ  | アスファルトフィニッシャ、コンクリートフィニッシャ、コンクリート撒布機、骨材撒布機 | 満18歳以上                                                                   |
| 砕石機                    | アスファルトミキサープラント、コンクリートバッチングプラント、砕石機               | 満18歳以上                                                                   |
| 空気圧縮機                | 空気圧縮機、穿孔機（但しトラック積載式は除外）                                     | 満18歳以上                                                                   |
| 浚渫船                    | 浚渫船、砂利採取船                                                                 | 満18歳以上                                                                   |
| タワークレーン            | タワークレーン                                                                     | 満18歳以上                                                                   |
| 5トン未満のブルドーザー   | 5トン未満のブルドーザー                                                            | 満18歳以上、特別教育により取得可能                                           |
| 3トン未満のローダー       | 3トン未満のローダー                                                                | 満18歳以上、特別教育により取得可能                                           |
| 5トン未満のローダー       | 5トン未満のローダー                                                                | 満18歳以上、特別教育により取得可能                                           |
| 3トン未満の掘削機         | 3トン未満の掘削機                                                                  | 満18歳以上、特別教育により取得可能                                           |
| 移動式コンクリートポンプ  | 移動式コンクリートポンプ                                                           | 満18歳以上、特別教育により取得可能                                           |
| 小型空気圧縮機            | 小型空気圧縮機（空気吐出量は毎分あたり2.83m3以上17m3以下に限る。）                 | 満18歳以上、特別教育により取得可能                                           |
| 3トン未満のフォークリフト | 3トン未満のフォークリフト                                                          | 満18歳以上、特別教育により取得可能、第一種普通免許または第一種大型免許が必要 |

大韓民国道路交通法により第一種大型免許が必要な建設機械
- ダンプカー
- アスファルトスプレーヤ
- スタビライザ
- トラックミキサ
- コンクリートポンプ車（移動式は除く）
- 穿孔機（トラック積載式に限る）
- トレーラーミキサ
- アスファルトコンクリート再生機
- 道路補修トラック